# Ying Lexing
Ying Lexing (chinesisch 应乐兴, Pinyin Yīng Lèxīng; * 1978) ist ein chinesischer Mathematiker, der sich mit Wissenschaftlichem Rechnen und Numerischer Analysis befasst. Er ist Professor an der Stanford University.
Ying erwarb seinen Bachelor-Abschluss 1998 an der Jiaotong-Universität Shanghai und seinen Master-Abschluss 2000 an der New York University. Er wurde 2004 bei Denis Zorin am Courant Institute der New York University promoviert. Er war Associate Professor an der University of Texas at Austin und ab 2012 an der Stanford University.
Ying befasst sich mit Numerischer Analysis auf unterschiedlichsten Gebieten, zum Beispiel in der Dichtefunktionaltheorie, massiv parallelen Algorithmen für Matrix-Inversion und der Schnellen Multipol-Methode und bei Ausbreitung von Wellen hoher Frequenz, bei seismischen Wellen und in der Lösung der Helmholtzgleichung, Curvlet-Transformationen. Er führte unter anderem mit Candès die Phase Flow Methode zur Konstruktion von Phasenabbildungen nichtlinearer gewöhnlicher Differentialgleichungen ein, mit Kenneth Ho Hierarchical Interpolative Factorization (HIF) in der Numerik elliptischer partieller Differentialgleichungen und mit Laurent Demanet Wave Atoms.
Er war 2007 Sloan Research Fellow, erhielt 2009 einen Preis der National Science Foundation und 2011 einen Preis der Chinesischen Akademie der Wissenschaften für Wissenschaftliches Rechnen. 2013 erhielt er den James-H.-Wilkinson-Preis (Preisvorlesung: Interpolative Zerlegung und neuartige Operator-Zerlegungen).

## Schriften
- mit Björn Engquist Fast algorithms for high frequency wave propagation, in I. Graham, T. Hou, O. Lakkis, R. Scheichl (Herausgeber) Numerical Analysis of Multiscale Problems, Lecture Notes in Computational Science and Engineering, Springer Verlag
- Fast algorithms for boundary integral equations, in Björn Engquist, O. Runborg, P. Lotstedt (Herausgeber) Multiscale Methods in Science and Engineering, Lecture Notes in Computational Science and Engineering, Band 66, Springer Verlag, 2009, S. 139–194
- mit Emmanuel Candès The phase flow method, J. of Computational Physics, 220, 2006
- mit Jianlian Quian: Fast gaussian wavepacket transforms and Gaussian beams for the Schrödinger equation, J. Comput. Physics 229, 2010, 7848–7873
- mit Laurent Demanet Wave atoms and time upscaling of wave equations, Numerische Mathematik, 113, 2009, 1–71
- mit L. Demanet Fast wave computation via Fourier integral operators, Mathematics of Computation 81, 2012, 1455–1486
- mit L. Demanet Wave atoms and sparsity of oscillatory patterns, Appl. Comput. Harmonic Anal., 23, 2007, 368–387 (Einführung Wave Atoms)
- mit Candes, Demanet Fast computation of Fourier Integral Operators, SIAM J. Sci. Comp., 29, 2007, 2464–2493
- Discrete Symbol Calculus, SIAM Review, 53, 2011, 71–104
- mit Ilya Lashuk, Zorin u. a. A massively parallel adaptive fast multipole method on heterogeneous architectures, Communications ACM, 55, Mai 2012, S. 101
- mit L. Lin, J. Lu, W. E. Adaptive local basis set for Kohn-Sham density functional theory in a discontinuous Galerkin framework I: Total energy calculation, Journal of Computational Physics 231, 2012